# Mostostal Zabrze
Mostostal Zabrze S.A. – polskie przedsiębiorstwo budowlane, notowane na Giełdzie Papierów Wartościowych w Warszawie, spółka dominująca Grupy Kapitałowej Mostostal Zabrze. Grupa zajmuje się realizacją obiektów budowlanych i instalacji przemysłowych, podwykonawstwem robót specjalistycznych, produkcją konstrukcji stalowych oraz maszynowych, dostawą i montażem orurowania, instalacji mechanicznych, a także montażem urządzeń technologicznych.

## Historia

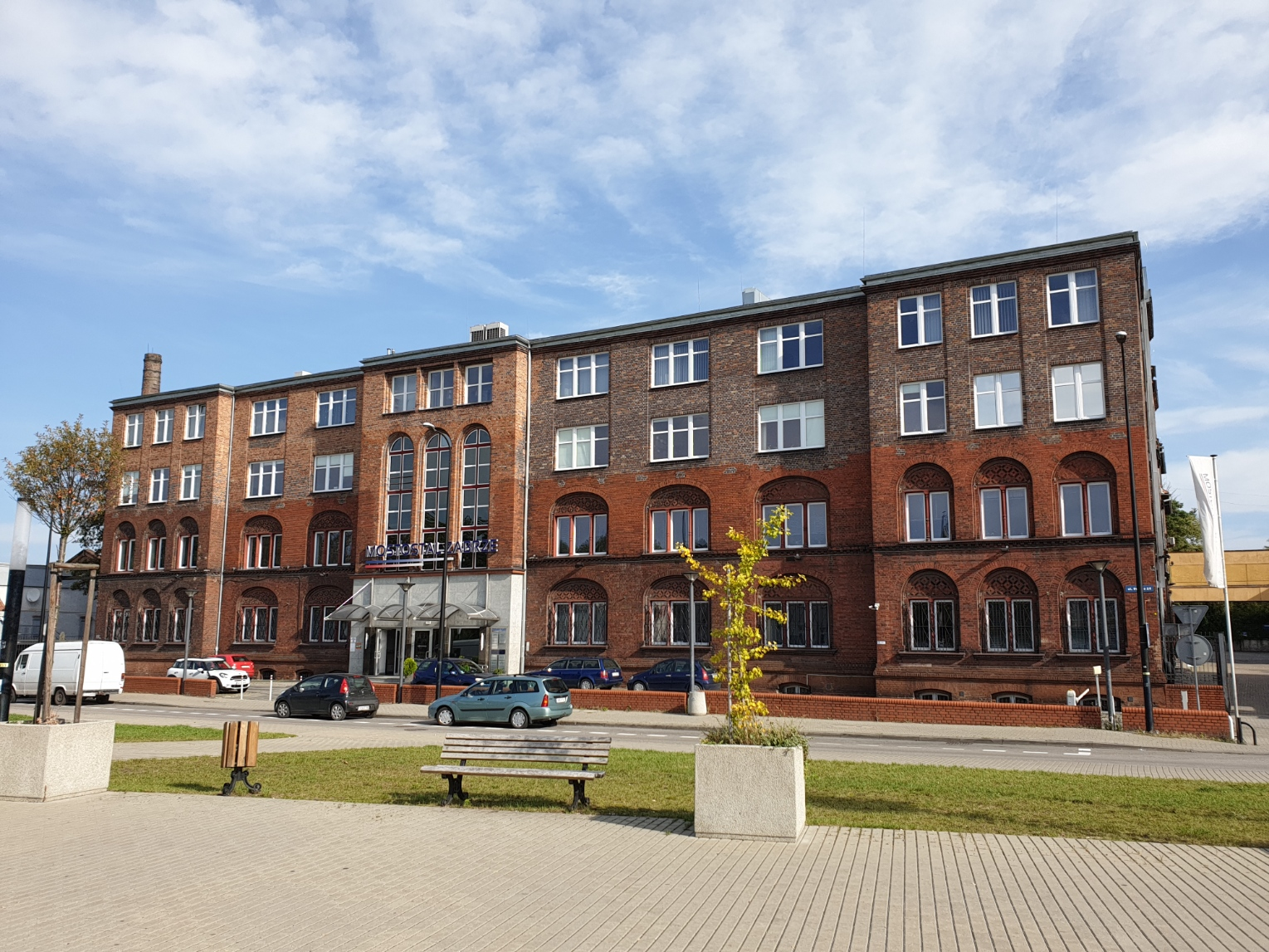
Siedziba w Gliwicach (2020)

W 1945 powstało Przedsiębiorstwo Budowy Mostów i Konstrukcji Stalowych „Mostostal” w Krakowie, wkrótce przeniesione do Zabrza, a w 1951 przekształcone w Centralny Zarząd Konstrukcji Stalowych, z którego wydzielono samodzielne podmioty w kilku miastach, w tym Zjednoczenie Montażu Urządzeń Przemysłowych w Zabrzu. W następnych latach przeprowadzano kilkukrotne reorganizacje połączone ze zmianami nazwy przedsiębiorstwa, które od czerwca 1958 funkcjonowało jako Śląskie Przedsiębiorstwo Konstrukcji Stalowych i Urządzeń Przemysłowych „Mostostal”.
W 1991 zabrzański „Mostostal” założył 6 spółek z ograniczoną odpowiedzialnością z dominującym udziałem kapitału prywatnego. W 1992 przedsiębiorstwo zostało sprywatyzowane, a 1 listopada zarejestrowane pod nazwą Mostostal Zabrze Holding S.A. 5 października 1994 miało miejsce pierwsze notowanie akcji spółki na Giełdzie Papierów Wartościowych w Warszawie. W 1998 spółka nabyła większościowy pakiet akcji Gliwickiego Przedsiębiorstwa Budownictwa Przemysłowego SA. W 2001 spółka przejęła kolejny podmiot – Przedsiębiorstwo Robót Inżynieryjnych SA. W związku z reorganizacją Grupy Kapitałowej Mostostal Zabrze w 2013 roku nastąpiło skrócenie nazwy spółki matki i od dnia 31 grudnia 2013 jej nazwa brzmi Mostostal Zabrze S.A. Konsekwentnie wraz z procesem konsolidacji spółek zależnych ujednolicono także nazwy własne większości spółek zależnych poprzez wprowadzenie marki „Mostostal Zabrze”. 1 lipca 2018 roku Mostostal Zabrze S.A. przeniósł działalność operacyjną związaną z realizacją kontraktów budowlanych w formie Zorganizowanej Części Przedsiębiorstwa (ZCP) do spółki zależnej Mostostal Zabrze Realizacje Przemysłowe S.A., która przejęła wiodącą rolę w ramach Grupy Kapitałowej, w realizacji robót budowlano-montażowych w przemysłach energetycznym i ochrony środowiska, chemicznym i petrochemicznym, hutnictwie żelaza i stali oraz metali nieżelaznych oraz budowie konstrukcji mostowych. Mostostal Zabrze S.A. pozostając spółką dominującą Grupy Mostostal Zabrze pełni obecnie rolę w obszarach zarządzania strategicznego, nadzorczą i administracyjną wobec wszystkich podmiotów z grupy.

## Działalność
Grupa Kapitałowa Mostostal Zabrze oferuje usługi dla budownictwa począwszy od projektowania i usług inżynieryjnych poprzez roboty ogólnobudowlane, ziemne i drogowe, produkcję i montaż konstrukcji stalowych, dostawę i montaż orurowania, kończąc na instalacjach mechanicznych oraz montażu urządzeń technologicznych. Grupa realizuje obiekty i wykonuje roboty specjalistyczne dla przemysłu energetycznego, chemicznego i petrochemicznego, maszynowego, materiałów budowlanych oraz dla hut i koksowni. Wznosi również obiekty użyteczności publicznej i obiekty inżynieryjne. Ponadto świadczy usługi projektowe. Grupa produkuje konstrukcje stalowe budowlane oraz orurowanie w ramach posiadanych wytwórni. Równocześnie jedna ze spółek specjalizuje się w prefabrykacji wysoko przetworzonych konstrukcji maszynowych stanowiących elementy dźwigów i urządzeń transportowych.
W ramach własnego ośrodka spawalnictwa i kontroli jakości równocześnie zajmuje się szkoleniem i egzaminowaniem spawaczy.

### Struktura
Mostostal Zabrze S.A. jest podmiotem dominującym Grupy Mostostal Zabrze, w skład której wchodzą:
- Mostostal Zabrze Realizacje Przemysłowe S.A. z siedzibą w Gliwicach;
  - Wytwórnia Konstrukcji Stalowych w Kędzierzynie-Koźlu;
  - Wytwórnia Konstrukcji Stalowych w Częstochowie;
- Mostostal Zabrze Gliwickie Przedsiębiorstwo Budownictwa Przemysłowego S.A. z siedzibą w Gliwicach;
- Mostostal Zabrze Biprohut S.A. z siedzibą w Gliwicach;
- Mostostal Zabrze Konstrukcje Przemysłowe S.A. z siedzibą w Zabrzu[2].

### Współpraca z Zespołem Szkół Ekonomiczno-Usługowych w Zabrzu
2 lipca 2020 roku firma zawarła strategiczne porozumienie z Zespołem Szkół Ekonomiczno-Usługowych w Zabrzu o współpracy na rzecz kształcenia w zawodzie technik ekonomista w ramach otwarcia i prowadzenia klas partnerskich.